# سيزار سانتوس
سيزار سانتوس (21 مارس 1969 - ) هو لاعب كرة قدم برازيلي في مركز الهجوم. لعب مع ستاندارد لييج ولوليتيانو ونادي بيرا مار ونادي لييج وF.C. Marco ‏ وإمورتال دسبورتيفو ‏ وU.S.C. Paredes ‏.